# Антоненко Григорій Миколайович
Григорій Миколайович Антоненко (28 серпня 1927, Степанівка Перша, Приазовський район, Запорізька область — 13 січня 2017, Запоріжжя) — актор. Народний артист України (1996).

## Біографія
З 18 жовтня 1943 року був учнем художника, учнем балету театру імені Миколи Островського. В 1944–1955 роках був артистом балету Запорізького обласного музично-драматичного театру імені Миколи Щорса. У 1948 році закінчив драматичну студію при Запорізькому українському музично-драматичному театрі. По закінченні театральної студії став повноправним членом трупи. З 1955 по 1957 рік працював конферансьє в Київському естрадному оркестрі під керівництвом Євгена Зубцова. В 1957 році став артистом Запорізького обласного музично-драматичного театру імені Миколи Щорса. У репертуарному списку актора — 210 ролей.

## Ролі в театрі
- «Макар Діброва» О. Корнійчука — Трош
- «Безталанна» І. Карпенка-Карого — Дем'ян
- «Загибель ескадри» О. Корнійчука — Палад
- «Наталка Полтавка» І. Котляревського — Микола
- «Поцілунок Чаніти» Ю. Мілютіна — Рамон
- «Перехоплювач» В. Баснера — Тотай
- «Севастопольський вальс» К. Лістова — Безсмертний
- «Пригоди бравого вояка Швейка» Я. Гашека — Швейк
- «Приємна жінка з квіткою і вікнами на північ» Е. Радзінського — Федя
- «Інтердівчинка» В. Куніна — Ітіро
- «Потомки запорожців» О. Довженка — Гусак
- «Москаль-чарівник» І. Котляревського — Лихий
- «Наполеон і корсиканка» І. Губача — Наполеон
- «Королева чардашу» І. Кальмана — Мішка
- «Принцеса цирку» І. Кальмана — Пелікан
- «Малюк» О. Горіна — Мсьє Фонтаж
- «Ніч, чарівна ніч» В. Попов за М. Гоголем — Голова
- «Сватання на Гончарівці» Г. Квітки-Основ'яненка — Прокіп Шкурат
- «Ревізор» М. Гоголя — Земляника
- «Енеїда» І. Котляревського — Евандр
- «Нахлібник» І. Тургенєва — Кузовкін (бенефіс до 80-річчя)
- «Мамай» К. Карпенка — Хан Гирей
- «Тараса Бульба» М. Гоголя — Старий Козак
- «Місто Сонця» — Професор Яворницький

## Ролі у кіно
- Адмірал Октябрський — «Море у вогні (фільм)» (режисер Л. Сааков, 1970 р.)
- Старий козак — «Дума про Тараса Бульбу» (режисери П. Пінчук, Є. Березняк, 2009 р.)

## Нагороди
- 1979 — почесне звання «Заслужений артист УРСР»
- 1995 — диплом Міжнародного конкурсу «Класика сьогодні» (м. Дніпродзержинськ за роль Герасима Калитки)
- 1996 — почесне звання «Народний артист України»[3].
- Лауреат премії Обласного відділення Українського Фонду культури ім. І. Паторжинського[4]
- Лауреат пожиттєвої Президентської стипендії[4]